# Холцсусра
Холцсусра (њем. Holzsußra) општина је у њемачкој савезној држави Тирингија. Једно је од 50 општинских средишта округа Кифхојзер. Према процјени из 2010. у општини је живјело 313 становника. Посједује регионалну шифру (AGS) 16065038.

## Географски и демографски подаци
Холцсусра се налази у савезној држави Тирингија у округу Кифхојзер. Општина се налази на надморској висини од 255 метара. Површина општине износи 9,9 km². У самом мјесту је, према процјени из 2010. године, живјело 313 становника. Просјечна густина становништва износи 32 становника/km².